# Оклахома (округ)
Шаблон:StateAbbr_ 35°29′ пн. ш. 97°32′ зх. д. / 35.48° пн. ш. 97.53° зх. д.
Округ  Оклахома (англ. Oklahoma County) — округ (графство) у штаті  Оклахома, США. Ідентифікатор округу 40109.

## Історія
Округ утворений 1890 року.

## Демографія
За даними перепису 
2000 року 
загальне населення округу становило 660448 осіб, зокрема міського населення було 618652, а сільського — 41796.
Серед мешканців округу чоловіків було 320426, а жінок — 340022. В окрузі було 266834 домогосподарства, 170663 родин, які мешкали в 295020 будинках.
Середній розмір родини становив 3,02.
Віковий розподіл населення поданий у таблиці:
| Стать    | До 15 років | 15-21 | 22-29 | 30-39 | 40-49 | 50-65 | 65-85 | Понад 85 |
| -------- | ----------- | ----- | ----- | ----- | ----- | ----- | ----- | -------- |
| Чоловіки | 71936       | 34630 | 41160 | 47925 | 47859 | 44912 | 29511 | 2493     |
| Жінки    | 68397       | 34873 | 40877 | 47754 | 49522 | 49887 | 41633 | 7079     |

## Суміжні округи
- Логан — північ
- Лінкольн — схід
- Поттаватомі — південний схід
- Клівленд — південь
- Канадіян — захід
- Кінгфішер — північний захід

## Виноски
1. ↑  U.S. Decennial Census. United States Census Bureau. Архів оригіналу за 26 квітня 2015. Процитовано 21 лютого 2015.
2. ↑  Historical Census Browser. University of Virginia Library. Архів оригіналу за 26 грудня 2013. Процитовано 21 лютого 2015.
3. ↑  Forstall, Richard L., ред. (27 березня 1995). Population of Counties by Decennial Census: 1900 to 1990. United States Census Bureau. Процитовано 21 лютого 2015.
4. ↑  Census 2000 PHC-T-4. Ranking Tables for Counties: 1990 and 2000 (PDF). United States Census Bureau. 2 квітня 2001. Процитовано 21 лютого 2016.
5. ↑  State & County QuickFacts. United States Census Bureau. Архів оригіналу за 6 червня 2011. Процитовано 12 листопада 2013.(англ.) Наведено за англійською вікіпедією.
6. ↑  American FactFinder. Бюро перепису населення США. Архів оригіналу за 26 лютого 2012. Процитовано 31 січня 2008.

| США | Це незавершена стаття з географії США. Ви можете допомогти проєкту, виправивши або дописавши її. |